# Imre Rapp
Imre Rapp (Dunaföldvár, 15 settembre 1937 – 3 giugno 2015) è stato un calciatore ungherese, di ruolo portiere.